# Aristolochia werdermanniana
Aristolochia werdermanniana är en piprankeväxtart som beskrevs av Otto Christian Schmidt. Aristolochia werdermanniana ingår i släktet piprankor, och familjen piprankeväxter. Inga underarter finns listade i Catalogue of Life.